# エスエスピー
株式会社エスエスピー は、日本の芸能事務所。日本声優事業社協議会会員。声優、歌手、俳優、作曲家等のマネジメント業務を行っている。

## 概要
中里茂によって2009年（平成21年）7月7日に歌手・作曲家の在籍する音楽制作会社として設立。歌手、作曲家、作詞家の所属する音楽事務所としてアーティストのマネジメント業務を行う。
設立当初よりあったアーティスト部門に加え2014年頃より声優部門を設立し、声優のマネジメント業務ならびに付属養成所での声優やパーソナリティの育成を開始する。

## アーティスト部門

### 所属アーティスト
- 多田葵
- 流歌
- コツキミヤ
- 筑間茂之

### 所属エンジニア
- 瀧澤大介

### 業務委託アーティスト
| 作詞家 - 溝口貴紀（RUCCA） - 高瀬愛虹 - しほり 作曲家 - 八木雄一 - ミライショウ - 安斎孝秋 - でか大 - Ken-G - MANYO | ミュージシャン - 持田泰孝 - 染川裕紀 - 安斎孝秋 - 伊藤麻子 - Shino - 31STYLE（坂本美里） - 安田みずほ - 岡田梨央 |

## 声優部門

### 所属声優

#### 男性
- 岡野浩介
- 伊藤栄次
- 比上孝浩
- 山口キヨヒロ
- 桜木信也
- 島津耕介
- 陽向ゆき
- 吉川築
- 三上遊太
- 陶國貴矢
- 高山絃
- 松村悠哉

#### 女性
- 北奈つき
- 森島亜梨紗
- 久木田かな子
- 時澤香保里
- 跡見あい
- 白川えいり
- 安藤清華
- 窪田優子
- 成島舞
- 李ふぁみ
- 岡田真弓
- 秋長由佳梨
- 辰まなみ
- 楠まりな
- 神谷美里
- 清水未歩
- 濱田理奈
- 野寺美穂
- 久留ゆう
- 大乃知子
- 真瀬皐
- 大和鈴

#### 準所属
男性
- 下村芳範
- 佃侑吉
- 松本欣也
- 柳田崇彰
- 有賀雄一
- ちたお
- 山田大紀

女性
- 石田陽子
- 祝井ゆか
- 片倉未紗希
- 花園沙織
- 宮古実果
- 天乃茜
- 天野月琵
- 伊沢環奈
- 潮先夏海
- 小野紗也加
- 倉河知世
- 瀬名柚海
- 橋爪水姫
- 藤彩佳
- 山下実咲
- 優木ちな
- 横田香峰
- 芳乃麻友
- 吉村記恵
- 上森葉響
- 梅宮一歌
- 黒田七瀬
- 興梠花帆
- 咲井ゆりな
- 十河里穂
- 内藤早姫
- やまだりさ
- 我妻もえこ

#### 業務提携
- 中西としはる
- すずきあすか

## イラストレーター部門

### 所属イラストレーター
- コツキミヤ
- 北奈つき
- 倉河知世

## 過去の所属者
声優部門
- 宮咲あかり（現所属：ジョイントオフィス制作1部）

## 楽曲制作
VENUS PROJECT-CLIMAX-
- 第二話挿入歌「EVOLVE 勇・エリコ Rookie Battle Version」

作曲 - 流歌 / 編曲 - ミライショウ
ミッドナイトキョンシー（rejet）
- オープニングテーマ「イー・アル・サディスティック」

作詞 - コツキミヤ
ハロー!!きんいろモザイク
- キャラクターソング「こがねいろハーベストムーン」

楽曲提供 - 流歌
たんさくえすと!
- テーマソング「すすめ！女子ゆうしゃ部」

作詞 - コツキミヤ / 作曲・編曲 - 流歌 / 歌 - 内田真礼
えとたま
- キャラクターソング「TRY!TRY!TRY!」

作詞 - コツキミヤ / 作曲・編曲 - 流歌 / 歌 - 巽悠衣子
- キャラクターソング「笑う門に午来る！」

作詞 - コツキミヤ / 作曲・編曲 - 流歌 / 歌 - 小澤亜李
ラクリモサ-七つの罪(あい)-（rejet）
- オープニングテーマ「The color of my tears」

作詞 - Donna Burke / 作曲・編曲 - 流歌 / 歌 - Donna Burke/ コーラス - コツキミヤ
ISUCA-イスカ-
楽曲提供 - 流歌
藍井エイル 「AUBE」
作詞 - コツキミヤ/ 作曲・編曲 - 流歌

## 制作協力
- B-project
- オーディオブック『海の嘆きと永遠の季節』第一巻：樹神守護 虎導

## 関連会社

### 株式会社スクラムスタッフ
レコーディングエンジニア・ミキサーが所属。

音楽制作コーディネート・イベント企画・制作・請負。 

新人アーティストの発掘及びプロデュース。

### 株式会社青葉台スタジオ
レコーディングスタジオ。

### 付属養成所
- SSPアクターズ